# Helen Percy, duquesa de Northumberland
Helen Percy, duquesa de Northumberland, (13 de diciembre de 1886 – 13 de junio de 1965), nacida como Helen Magdalan Gordon-Lennox, hija de Charles Gordon-Lennox, conde de March y Kinrara, más tarde duque de Richmond.
Se casó el 18 de octubre de 1911 con Alan, conde Percy, quien sucedió a su padre como duque de Northumbeland en 1918; por ello Helen pasó a ser tratada como la duquesa de Northumberland. La pareja tuvo seis hijos:
- Henry George Alan Percy, IX duque de Northumberland (15 de julio de 1912 - 21 de mayo de 1940).
- Hugh Algernon Percy, X duque de Northumberland (6 de abril de 1914 - 11 de octubre de 1988)
- Lady Elizabeth Ivy Percy (25 de mayo de 1916 - 16 de septiembre de 2008), casada con Douglas Douglas-Hamilton, XIV duque de Hamilton, en 1937
- Lady Diana Evelyn Percy (23 de noviembre de 1917 - 16 de junio de 1978) casada con John Egerton, VI duque de Sutherland, en 1939, en la abadía de Westminster
- Lord Richard Charles Percy (11 de febrero de 1921 - 1989)
- Lord Geoffrey William Percy (8 de julio de 1925 - 4 de diciembre de 1984)

Sirvió como Mistress of the Robes de la Reina Madre, entre 1937 y 1964 y fue nombrada dama gran cruz de la Real Orden Victoriana en 1938.